# 叶挺大道
叶挺大道是中华人民共和国广东省惠州市的一条主干道路，连接惠城区与惠阳区，全长22.3千米。本道路全线被编入 254省道。

## 概述及沿革
叶挺大道前身为第二代惠淡公路（惠澳公路惠城—淡水段），始建于1965年。1987年省市县三级拨款将本路升级为水泥路，1988年，该段道路成为收费公路。1995年，原惠州市交通委员会将本道路经营权交予惠州市惠澳（疏港）公路有限公司，与惠澳大道统一管理。
2005年3月17日，惠淡大道惠州学院至金秋路口路段改造工程开工。2007年3月底，经惠州市地名委员会讨论通过，原惠淡大道更名为惠南大道。
2008年6月26日，惠南大道拓宽工程完成，同时 254省道亦进行改道，将惠南大道全线编入。拓宽后的道路全线为双向六车道，加强了惠城区与惠阳区、大亚湾区之间的联系。随后，于2008年10月29日，惠南大道收费站正式撤销。2009年2月19日，惠南公交开通K1路，行走全段惠南大道，但在三栋镇内则进入镇中心。
2017年11月20日，惠州市地名委员会于惠州市人民政府网站发布公告，指惠南大道将更名为叶挺大道。市地名委表示，此举是为了“传承和宏扬惠州历史文化、更好地纪念当地历史名人”。之后，于2018年6月15日，经十二届第五十次市政府常务会议决定，原惠南大道将以上洞路口为界，以北路段并入演达大道，以南路段则更名为叶挺大道。相关路牌信息则于同年9月开始逐步更换。

## 沿途信息

### 主要交汇道路
- 演达大道、上洞路
- 山角街
- 帽岭路
- 三栋路、泰安路
- 泰豪路
- 甬莞高速
- 357省道
- 御和路
- 一环北路
- 和兴路
- 联兴东路
- 迎宾大道东
- 北环路、永兴路

### 主要建筑
- 惠南汽车城
- 惠州市公安局交通警察支队高速三大队
- 联想科技园
- 惠阳区行政服务中心

### 行经公共交通
| 公交站名         | 行经路线                               | 备注 |
| ---------------- | -------------------------------------- | ---- |
| 陶前村           | 12莲塘支线、K1、K2                     |      |
| 惠南汽车城       | 12莲塘支线、K1、K2                     |      |
| 市戒毒所路口     | 12莲塘支线、K1、K2                     |      |
| 坝山口村         | K1、K2                                 |      |
| 碧桂园逸泉山庄   | K1、K2                                 |      |
| 园岭村路口       | K1、K2                                 |      |
| 永湖镇北         | K1、K2                                 |      |
| 永湖镇           | K1、K2、K6、K8                         |      |
| 永湖镇南         | K1、K2、K6、K8                         |      |
| 白路医院         | K1、K2、K6、K8                         |      |
| 联想二号门       | K1、K2、K6、K8                         |      |
| 联想三号门       | K1、K2、K6、K8                         |      |
| 联想科技园       | K1、K2、K6、K8、惠阳10                 |      |
| 莲塘面小学       | K1、K2、K6、K8、惠阳10                 |      |
| 围肚村           | K1、K2、K6、K8、惠阳10                 |      |
| 柿子桥           | K1、K2、K6、K8、惠阳10                 |      |
| 小布仔           | K1、K2、K6、K8、惠阳10                 |      |
| 莲塘面           | K1、K2、K6、K8、惠阳10                 |      |
| 振业城           | K1、K2、K6、K8、惠阳10                 |      |
| 象岭管理区       | K1、K2、K6、K8、惠阳10                 |      |
| 黄竹沥（铁门扇） | K1、K2、K6、K8、惠阳10                 |      |
| 惠阳行政服务中心 | K1、K2、K6、K8、惠阳10、惠阳11、惠阳18 |      |

## 争议事件
2018年3月，有多位市民发现惠南大道园岭、白路桥等流动测速路段限速被由80千米/小时降为60千米/小时，引发大量关注。及后，惠阳区公路局表示，根据该局此前编制的惠南大道安全生命防护工程方案，将上述路段限速降低至60千米/小时，并自2018年2月26日起试行一周。但鉴于以上路段交通流量较大，及群众意见较大，该局已将相关路段时速恢复至80千米/小时。
另外，惠州市公安局惠阳区分局交通警察大队则称，限速降低属公路局单方面行为，交警方面则仍然按照80千米/小时的标准进行测速。